# 会龙山街道
会龙山街道，是中华人民共和国湖南省益阳市赫山区下辖的一个乡镇级行政单位。

## 行政区划
会龙山街道下辖以下地区：
会龙山社区、南站社区、志溪河社区、龙山港社区、红星社区、李家洲社区、新安村、黄泥湖村、沙河村、永乐村、仑塘村、仙蜂岭村、申家滩村和大河坪村。